# Ruch antynuklearny

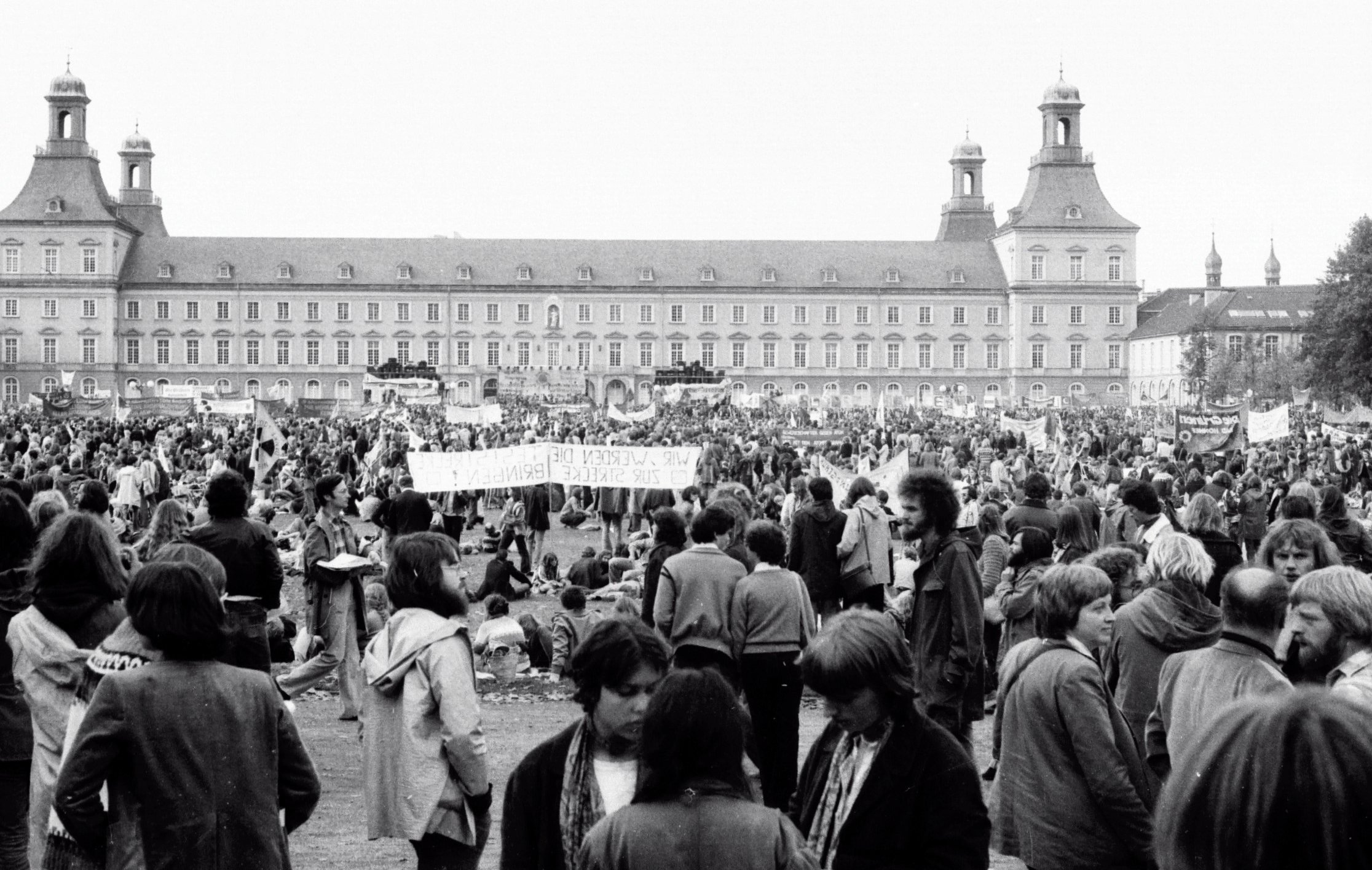
Demonstracja antynuklearna, Bonn 1979

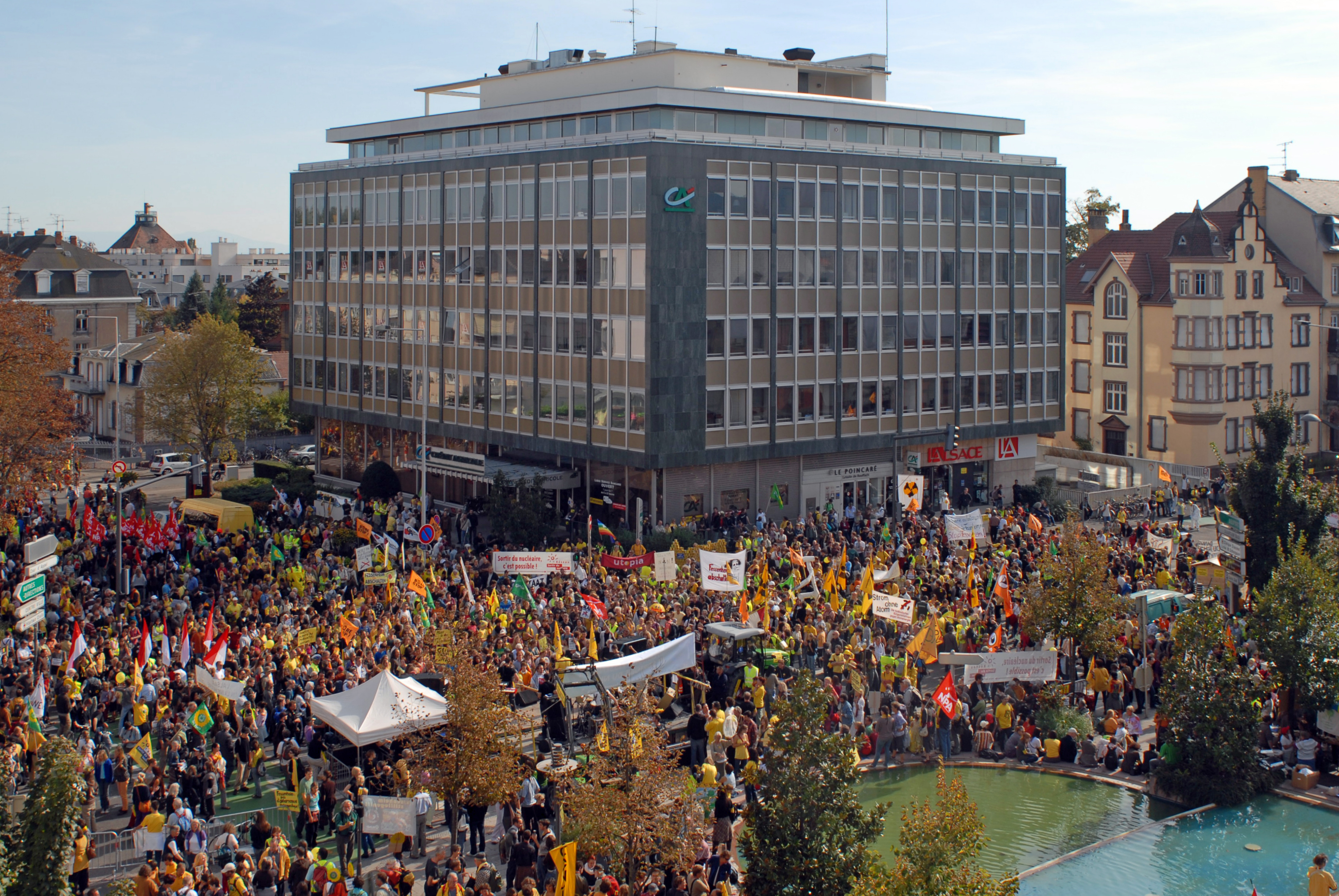
Antynuklearna demonstracja w Colmar, północno-wschodnia Francja, 3 października 2009.

Ruch antynuklearny – ruch społeczny sprzeciwiający się wykorzystywaniu energii atomowej. Dąży on zarówno do rozbrojenia atomowego, jak i rezygnacji z produkcji energii atomowej na użytek cywilny. Domaga się zastąpienia jej przez technologie energooszczędne i odnawialne źródła energii. Zalicza się do nowych ruchów społecznych.
Początki ruchu antynuklearnego sięgają „marszów wielkanocnych” – zapoczątkowanych w 1958 roku demonstracji przeciw zbrojeniom nuklearnym organizowanych przez Campaign for Nuclear Disarmament (Kampanię na rzecz Rozbrojenia Nuklearnego). Raz do roku wielotysięczna manifestacja przechodziła pieszo 85 km z Londynu do Aldermaston (miejscowości, w której znajdował się ośrodek badań atomowych). Ruch szybko ogarnął także inne kraje. Największym poparciem społecznym cieszył się pod koniec lat 80., po katastrofie w Czarnobylu w roku 1986. W Polsce w roku 1989 protesty społeczne przyczyniły się do przerwania budowy elektrowni jądrowej w Żarnowcu. W 2012 roku podczas referendum lokalnego w Gąskach 94% biorących w nim udział mieszkańców sprzeciwiło się budowie EJ w swojej okolicy.
Główne argumenty ruchu antynuklearnego:
- wysokie ryzyko inwestycyjne oraz koszty inwestycyjne, eksploatacyjne i likwidacji elektrowni jądrowych oraz związane z tym zaangażowanie państwa w gwarancje komercyjnych kredytów
- negatywny wpływ na zatrudnienie i rozwój gospodarczy
- produkcja energii atomowej powoduje powstanie toksycznych odpadów, których transport i składowanie mogą być niebezpieczne; odpady te stanowią ponadto obciążenie dla przyszłych pokoleń, co kłóci się z zasadą zrównoważonego rozwoju. Odpady powstają na każdym etapie cyklu paliwowego: od wydobycia i przetwarzania rudy uranu, w elektrowni oraz przy przetwarzaniu wypalonego paliwa.
- trudno oddzielić cywilne i militarne wykorzystanie energii atomowej, gdyż wiele krajów traktuje elektrownie atomowe jako pierwszy krok na drodze do stworzenia własnego arsenału jądrowego
- energetyka atomowa wiąże się z koniecznością centralizacji władzy i kontroli
- elektrownie atomowe mogą być celem zamachów terrorystycznych
- rozwój energetyki jądrowej powoduje zaniechanie działań na rzecz poszanowania energii oraz zahamowanie rozwoju odnawialnych źródeł energii
- uzależnienie kraju od importu zagranicznej technologii i dostaw uranu
- negatywny wpływ na zdrowie osób mieszkających w pobliżu reaktorów
- taniejąca alternatywa w postaci odnawialnych źródeł energii

W Polsce organizacje antynuklearne to m.in.: Greenpeace, Koalicja Klimatyczna, Polski Klub Ekologiczny, Stowarzyszenie Klub Gaja.
Zaplecze eksperckie zapewniają ruchowi antynuklearnemu think tanki takie jak Rocky Mountain Institute, Instytut na rzecz Ekorozwoju, Zielony Instytut czy Fundacja im. Heinricha Bölla.
Krytycy ruchu antynuklearnego twierdzą często, że energia atomowa jest nieszkodliwa dla środowiska, gdyż nie powoduje emisji dwutlenku węgla. Jednak wydobycie i przetwarzanie rudy uranowej przez odkrywkowe wydobycie uranu (jak w Namibii, Gabonie czy australijskim Kakadu National Park) powoduje degradację terenu, stosunków hydrogeologicznych oraz skażenie wód gruntowych i powierzchniowych pierwiastkami promieniotwórczymi oraz kwasami używanymi do ekstrakcji uranu ze skały macierzystej. Powoduje też uwolnienie radioaktywnych gazów i pyłów, które roznoszone są przez wiatr. Samo wydobycie rudy, procesy jej przetwarzania, międzykontynentalny transport paliwa jest także źródłem emisji dwutlenku węgla. Nie sposób też przewidzieć jak będą oddziaływały na biosferę składowane odpady, które wykazują radiotoksyczność przez kilkaset do setek tysięcy lat. Już dzisiaj notuje się skażenie wód gruntowych w okolicach tymczasowych składowisk. Co więcej, nie można bagatelizować negatywnych konsekwencji dla zdrowia osób mieszkających w pobliżu elektrowni atomowych. Niezależna grupa ekspercka Federalnego Urzędu ds. Ochrony przed Promieniowaniem (Bundesamt für Strahlenschutz) potwierdziła wyniki i prawidłowość metodologii badań z 2003 r. nad zachorowalnością dzieci na nowotwory (publikacja w 2007 r.). Nie dowiedziono związku między wzrostem liczby zachorowań na nowotwory i białaczkę u dzieci do piątego roku życia mieszkających w promieniu 5 km od elektrowni atomowej.